# Campionat de clubs de la CFU
El Campionat de clubs de la CFU o Campionat del Carib de clubs de futbol o Copa de Campions de clubs de la CFU fou la màxima competició de clubs de futbol del Carib. Era organitzada per la Caribbean Football Union (CFU). Servia com a classificació per a la Lliga de Campions de la CONCACAF.
L'any 2023 el torneig desaparegué, essent reemplaçat per la Copa del carib de la CONCACAF (CONCACAF Caribbean Cup), seguint un format similar. Aquest canvi es va fer conjuntament amb l'ampliació de la Lliga de Campions CONCACAF a partir de l'edició de 2024.
Resum dels principals campionats de la CONCACAF de clubs:
| Continentals | Continentals                                                                                        | Continentals                                                                                    |
| --- | --------------------------------------------------------------------------------------------------- | ----------------------------------------------------------------------------------------------- |
| Campionat de la CCCF (1959-1961) Lliga/Copa de Campions (1962-avui) Recopa de la CONCACAF (1991-1998) Copa Gegants de la CONCACAF (2001) | |                                                                                                 |
| Amèrica del Nord | Amèrica Central                                                                                     | Carib                                                                                           |
| Superlliga Nord-americana (2007-2010) Campeones Cup (2018-avui) Leagues Cup (2019-avui)                                                  | Copa Interclubs UNCAF (1971-2007) Lliga de la CONCACAF (2017-2022) Copa Centreamericana (2023-avui) | Campionat de clubs CFU (1997-2022) Caribbean Club Shield (2018-avui) Copa del Carib (2023-avui) |

## Historial
Font:
| Temporada           | Campió                         | Resultat                       | Finalista                    | Tercer                       | Resultat                         | Quart                            |
| ------------------- | ------------------------------ | ------------------------------ | ---------------------------- | ---------------------------- | -------------------------------- | -------------------------------- |
| 1997                | United Petrotrin               | 2–1                            | Seba United                  | N/A                          |                                  | N/A                              |
| 1998                | Joe Public                     | 1–0                            | Caledonia AIA                | N/A                          |                                  | N/A                              |
| 1999                | No es disputà                  | No es disputà                  | No es disputà                | No es disputà                | No es disputà                    | No es disputà                    |
| 2000                | Joe Public                     | [ a ]                          | W Connection                 | Harbour View                 | [ a ]                            | Carioca                          |
| 2001                | Defence Force                  | [ b ]                          | W Connection                 | Racing Club Haïtien          | [ b ]                            | SNL                              |
| 2002                | W Connection                   | [ b ]                          | Arnett Gardens               | Violette                     | [ b ]                            | Harbour View                     |
| 2003                | San Juan Jabloteh              | 3–3 (4–2 p) (2–1 / 1–2)        | W Connection                 | N/A                          |                                  | N/A                              |
| 2004                | Harbour View                   | 3–2 (1–1 / 2–1)                | Tivoli Gardens               | N/A                          |                                  | N/A                              |
| 2005                | Portmore United                | 5–2 (2–1 / 4–0)                | Robinhood                    | N/A                          |                                  | N/A                              |
| 2006                | W Connection                   | 1–0                            | San Juan Jabloteh            | N/A                          |                                  | N/A                              |
| 2007                | Harbour View                   | 2–1                            | Joe Public                   | Puerto Rico Islanders        | 1–0 (1–0 / 0–0)                  | San Juan Jabloteh                |
| 2008                | No es disputà                  | No es disputà                  | No es disputà                | No es disputà                | No es disputà                    | No es disputà                    |
| 2009                | W Connection                   | 2–1                            | Puerto Rico Islanders        | San Juan Jabloteh            | 2–1                              | Tempête                          |
| 2010                | Puerto Rico Islanders          | [ a ]                          | Joe Public                   | San Juan Jabloteh            | [ a ]                            | Bayamón                          |
| 2011                | Puerto Rico Islanders          | 3–1 (pr.)                      | Tempête                      | Alpha United                 | 1–1 (4–3 p)                      | Defence Force                    |
| 2012                | Caledonia AIA                  | 1–1 (4–3 p)                    | W Connection                 | Puerto Rico Islanders        | 2–0                              | Antigua Barracuda                |
| Equips classificats |                                |                                |                              |                              |                                  |                                  |
| 2013                | W Connection (Campions grup 1) | W Connection (Campions grup 1) | Valencia (Campions grup 2)   | Valencia (Campions grup 2)   | Caledonia AIA (Campions playoff) | Caledonia AIA (Campions playoff) |
| 2014                | Bayamón (Campions grup 1)      | Bayamón (Campions grup 1)      | Waterhouse (Campions grup 2) | Waterhouse (Campions grup 2) | Alpha United (Campions grup 3)   | Alpha United (Campions grup 3)   |
| Temporada           | Campió                         | Resultat                       | Finalista                    | Tercer                       | Resultat                         | Quart                            |
| 2015                | Central                        | 2–1                            | W Connection                 | Montego Bay United           | 1–0                              | Don Bosco                        |
| 2016                | Central                        | 3–0                            | W Connection                 | Don Bosco                    | 2–0                              | Arnett Gardens                   |
| 2017                | Cibao                          | 1–0                            | San Juan Jabloteh            | Portmore United              | 2–2 (5–3 p)                      | Central                          |
| 2018                | Atlético Pantoja               | 0–0 (6–5 p)                    | Arnett Gardens               | Portmore United              | 2–1                              | Central                          |
| 2019                | Portmore United                | [ a ]                          | Waterhouse                   | Capoise                      | [ a ]                            | Real Hope                        |
| 2020                | Atlético Pantoja               | [ d ]                          | Waterhouse                   | Arcahaie                     | [ d ]                            | Cibao                            |
| 2021                | Cavaly                         | 3–0                            | Inter Moengotapoe            | Metropolitan                 | [ e ]                            | Samaritaine                      |
| 2022                | Violette                       | 0–0 4–3 (p.)                   | Cibao FC                     | Atlético Vega Real           | 1–1 3–1 (p.)                     | Waterhouse                       |

1. 1 2 3 4 5 6  No es disputà final, el campió es decidí en una lligueta final.
2. 1 2 3 4  No es disputà final. Campions decidits per més punts, i diferència de gols de cada grup.
3. ↑  Amb la creació de la Lliga de Campions de la CONCACAF es començà a disputar el partit per tercer lloc, per decidir una tercera plaça classificable per a la competició.
4. 1 2  No es va decidir cap campió. La fase final es va cancel·lar a causa de la pandèmia COVID-19, i els resultats de la fase de grups es van utilitzar per determinar els equips classificats per a la Lliga de Campions 2021.[5]
5. ↑  No es disputà el tercer lloc.

## Caribbean Club Shield
Una segona competició anomenada Caribbean Club Shield fou creada el 2018 per a clubs de les lligues no professionals. El campió d'aquesta competició jugà contra el quart del Campionat del Carib, per una plaça a la CONCACAF League.